# Испанско-парагвайские отношения
Испанско-парагвайские отношения — двусторонние дипломатические отношения между Испанией и Парагваем.

## История

### Испанская колонизация
В 1524 году португальский конкистадор Алежу Гарсия находясь на службе у Испании прибыл в современный Парагвай. В 1536 году испанский конкистадор Доминго Мартинес де Ирала основал первые испанские поселения в Парагвае в регионе Асунсьона, и испанские поселенцы мирно соседствовали с народами гуарани. В 1542 году Парагвай официально стал частью Испанской империи и управлялся из Вице-королевства Перу со столицей в Лиме.
В начале 1600-х годов иезуитские миссионеры начали прибывать в Парагвай и организовали миссии для обращения местного народа гуарани в католицизм. Этот период стал известен как иезуитские редукции. В течение следующих 150 лет иезуиты создали свою собственную автономию в Парагвае, что привело к конфликту с испанской администрацией колонии. В 1721—1735 годах испанские землевладельцы вели борьбу за свержение иезуитской монополии на торговлю с индейцами и использование их труда. Испанские и португальские войска объединились, чтобы положить конец иезуитскому господству в регионе, что привело к изгнанию иезуитов из Парагвая и близлежащих колоний в 1767 году.

### Независимость
В 1776 году было основано Вице-королевство Рио-де-ла-Плата со столицей в Буэнос-Айресе, и Парагвай стал его частью. К началу 1800-х годов в Латинской Америке набирало ход движение за независимость. В мае 1810 года в Буэнос-Айресе произошла Майская революция, положившая начало Войне за независимость Аргентины. Поскольку Парагвай попал под управление Буэнос-Айреса, то акт независимости Аргентины затронул и Парагвай, хотя его лидеры отказались принять декларацию независимости Аргентины.
Хотя первоначально Парагвай был против независимости от Испании, в мае 1811 года в Асунсьоне была создана хунта во главе с Фульхенсио Йегросом. Хунта провозгласила независимость Парагвая и в июле 1811 года она направила письмо в Буэнос-Айрес, в котором выразила своё желание создать конфедерацию с Аргентиной, однако к октябрю 1812 года конфедерация была распущена после того, как Аргентина решила использовать парагвайские войска для своих собственных нужд. В октябре 1812 года Парагвай объявил себя независимой республикой (в современной Республике Парагвай День Независимости отмечается с 1811 года ежегодно 14 и 15 мая в честь освобождения Парагвая от испанского владычества).

### После независимости
10 сентября 1880 года Парагвай и Испания подписали Договор о мире и дружбе, официально установив дипломатические отношения между двумя странами. Во время гражданской войны в Испании (1936—1939) восемь граждан Парагвая (известных как Miliciano guaraní) участвовали в боях в составе Интернациональных бригад за Вторую Испанскую Республику, в частности участвовали в битве на Эбро.
Парагвай поддерживал дипломатические отношения с Испанией во время правления Франсиско Франко. Отношения между странами укрепились после прихода к власти президента Парагвая Альфредо Стресснера. В июле 1973 года Альфредо Стресснер осуществил официальный визит в Испанию, где провёл переговоры с Франсиско Франко.
В октябре 1990 года испанский король Хуан Карлос I совершил свой первый официальный визит в Парагвай. Хуан Карлос I снова посетил Парагвай в 2006 году и ещё раз в 2011 году, чтобы принять участие в Иберо-американском саммите в Асунсьоне. В июне 2015 года президент Парагвая Орасио Картес совершил официальный визит в Испанию.

## Торговля
В 2015 году товарооборот между странами составил сумму 176 миллионов евро. Экспорт Парагвая в Испанию: растительное масло, древесина, парфюмерия, табак и мебель. Экспорт Испании в Парагвай: парфюмерия, машинное оборудование, бумага, легковые и грузовые автомобили, электрооборудование и самолёты. В 2015 году Испания инвестировала в экономику Парагвая 29 миллионов долларов США. Испанские интернациональные компании, такие как: Banco Bilbao Vizcaya Argentaria и Mapfre, представлены в Парагвае.

## Дипломатические представительства
- Испания имеет посольство в Асунсьоне[6].
- У Парагвая есть посольство в Мадриде и генеральные консульства в Барселоне и Малаге[7].